# Emanuele Fenzi
Emanuele Fenzi (* 8. April 1784 in Florenz; † 10. Januar 1875 ebendort) war ein italienischer Bankier, Unternehmer und Politiker.

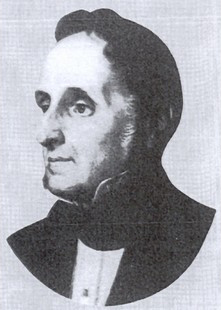

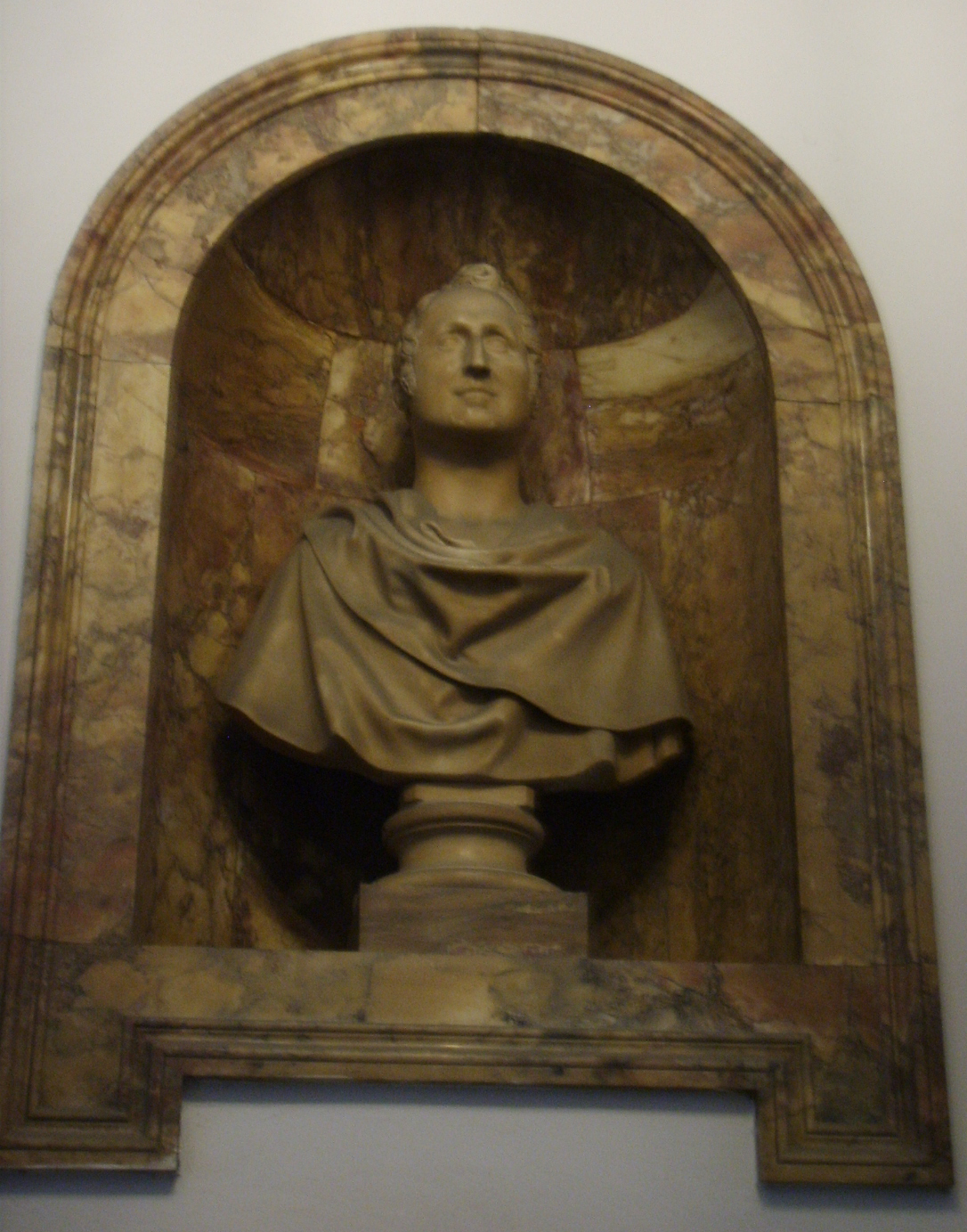
Büste von Emanuele Fenzi im Palazzo Fenzi

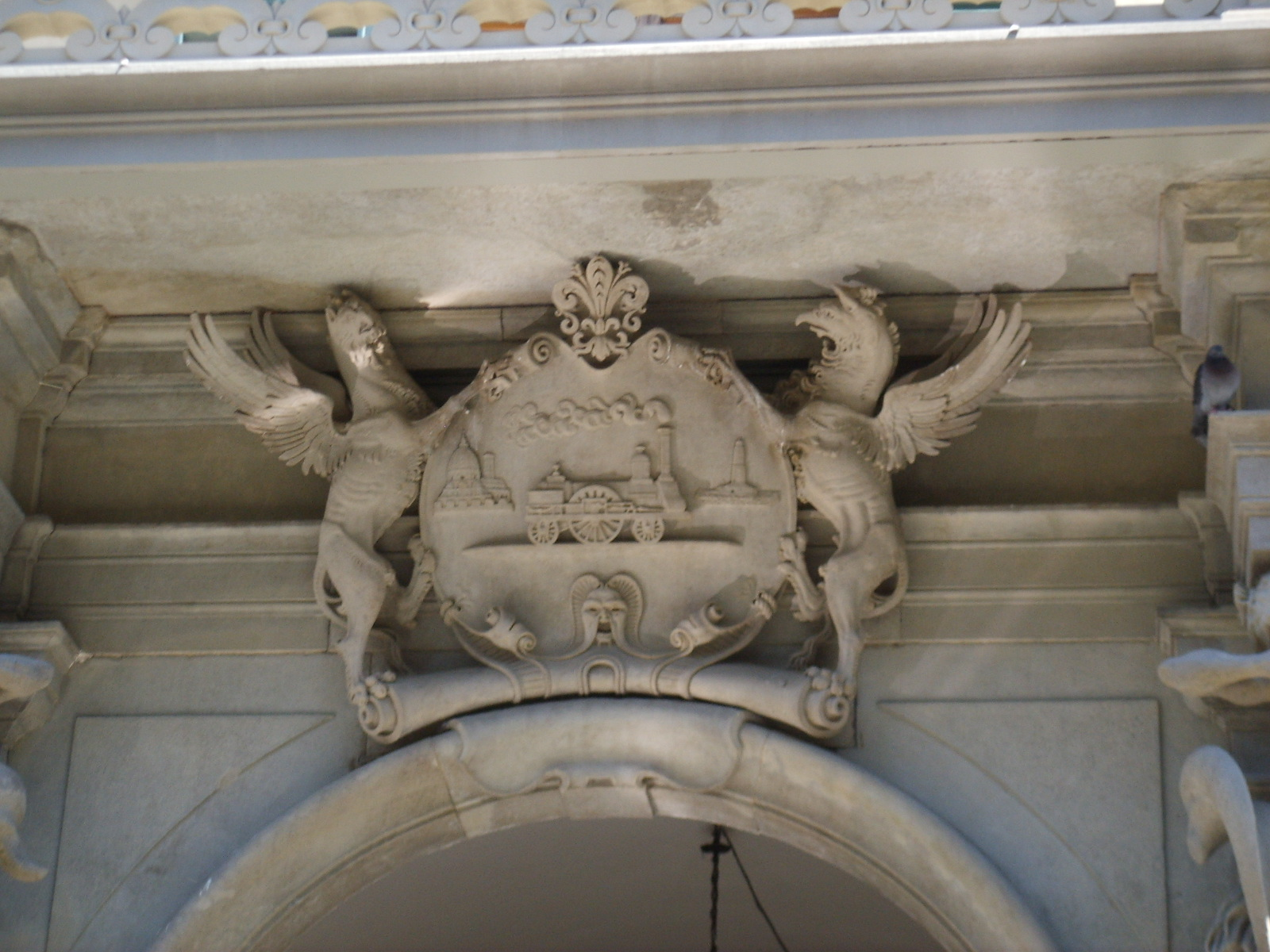
Wappen auf dem Palazzo-Fenzi mit der Lokomotive

## Leben
Als Sohn des Richters und Juristen Cavaliere Jacopo Orazio Fenzi musste Emanuele Fenzi nach dem Tod seines Vaters (1803) im Alter von nur 19 Jahren für die Familie sorgen. Da er jedoch bereits eine unternehmerische Ausbildung genossen hatte, konnte er seine Fähigkeiten unter Beweis stellen, indem er bereits 1805 die Leitung der Firma Bosi, Mazzarelli & C. übernahm, die er mit steigenden Gewinnen weiterführen konnte. Von da an begann ein unaufhaltsamer wirtschaftlicher Erfolg: 1810 kaufte er einen Palazzo am Corso dei Tintori und heiratete die Tochter eines wohlhabenden Mailänder Kaufmanns, Ernesta Lamberti, mit der er vier Kinder hatte. Im selben Jahr trennte er sich von der Firma, die ihn in die Materie eingeführt hatte, und gründete mit einigen Partnern die Firma Bandi, Orsi, Fenzi & C. Dieses Unternehmen spezialisierte sich auf die Produktion und den Handel von Tabak und hatte zwischen 1814 und 1820 das Monopol für dieses Produkt im Großherzogtum Toskana.
Im Jahr 1821 verfügte er über genügend liquide Mittel, um die Banca Fenzi zu gründen, die sich schnell in Italien und Europa etablierte. Er eröffnete eine Zweigstelle an der Piazza della Signoria und erwarb 1829 den späteren Palazzo Fenzi in der Via San Gallo, der nach dem Aussterben der Familie Marucelli zum Verkauf stand.
Im Jahr 1835 ergriff er die Gelegenheit, eine Eisenbahnlinie zwischen Florenz und dem Hafen von Livorno zu bauen. Im Einvernehmen mit der in Livorno ansässigen Firma von Pietro Senn gewann er den Wettbewerb und erhielt den Auftrag. Im Jahr 1838 unterzeichnete er einen Vertrag mit der großherzoglichen Regierung. Die Eisenbahn war eine der ersten in Italien und erhielt den Namen Leopolda zu Ehren des Großherzogs Leopold II. von Lothringen. Fenzi wollte das Unternehmen durch eine Dampflokomotive im Familienwappen am Palazzo Fenzi würdigen. Im Verkehrswesen ist der Name Fenzi auch mit dem Bau der Chianti-Straßenbahn verbunden, an der er zusammen mit Sidney Sonnino maßgeblich beteiligt war.
Fenzi war auch ein Protagonist der toskanischen Eisenindustrie und besaß zeitweise die Mine von Gavorrano, das Eisenwerk von Mammiano im Pistoieser Apennin und war Aktionär der „Società per l'Industria del Ferro“. 1835 kaufte er von Magona alle Fabriken und Gebäude in den Provinzen Pistoia und Pietrasanta.
Er machte auch Karriere als Politiker, nahm zwischen 1848 und 1849 an den Sitzungen des toskanischen Senats teil und war einer der größten Befürworter der Rückkehr des Großherzogs in die Toskana. Nach der Auflösung des Großherzogtums wurde er 1860 Senator des neuen Königreichs, allerdings unter der Voraussetzung, dass er der neuen Regierung die Treue schwor.
Nach seinem Tod wurde sein Vermögen von seinen Erben rasch aufgeteilt.